# Jessica Dickons
Jessica Dickons (* 17. August 1990 in Stockton-on-Tees, Vereinigtes Königreich) ist eine englische Schwimmsportlerin.

## Erfolge

### 200 m Schmetterling
- Kurzbahneuropameisterschaften 2006 in Helsinki: 3. Platz
- ASA National Championships in Sheffield 2007: 1. Platz in 2:09:39 Minuten.[1]
- Kurzbahnweltmeisterschaften 2008 in Manchester: 3. Platz